# ウーニェチツェ文化

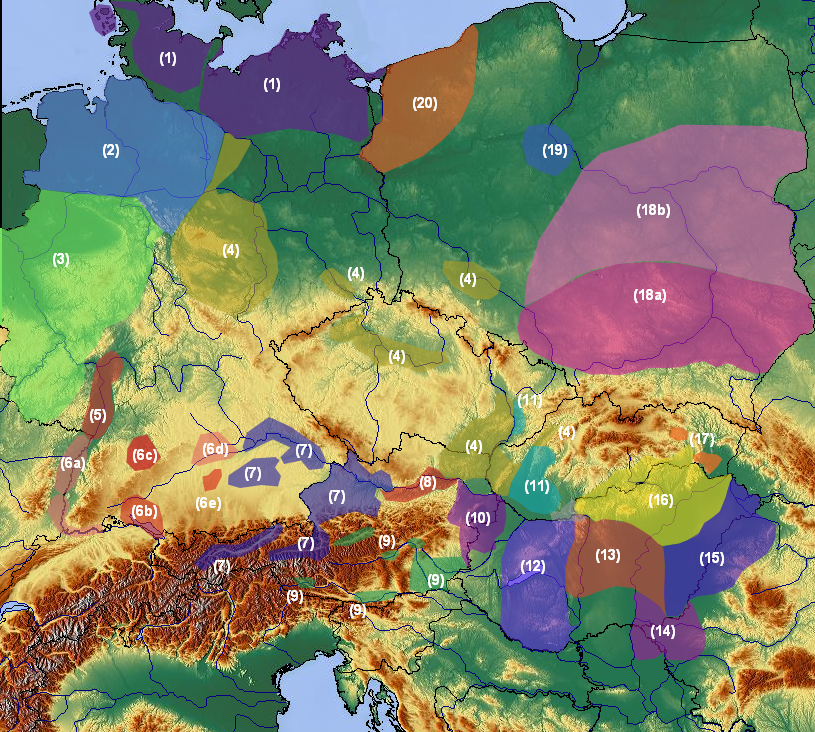
当時のヨーロッパ中央部。(4), (5), (6a), (6b), (7), (8), (11), (13), (16), (17)はウーニェチツェ文化西部群。(18a), (18b), (19)はウーニェチツェ文化東部群。のち西部群は墳墓文化へ、東部群はトシュチニェツ文化（の西部群）へと発展。さらに後になると両者は骨壺墓地文化へと発展。

ウーニェチツェ文化（ウーニェチツェぶんか、英語：Únětice culture）は紀元前2300年から紀元前1600年にかけての中央ヨーロッパの青銅器時代の考古文化。
名称はプラハの北東郊外にこの文化の遺跡があるウーニェチツェ地区から採られた。中核部はチェコ、ドイツ中部と南部、ポーランド西部と中部に広がっている。

## 特徴
ウーニェチツェ文化は、先行する縄目文土器文化にとって代わって広がった。その後西部と東部では異なる発展段階を辿ることになる：
- 西部群はドイツ南部、チェコ西南部、オーストリア東北部の一帯に重心がある。そのうち特に(4), (5), (6a), (6b), (7), (8), (11)にあたる西部と南部の諸地方文化は鐘状ビーカー文化（ビーカー文化）の各地の文化や南方の諸文化と広く交易を行ない、墳墓文化の段階を経て、骨壺墓地文化に移行し、骨壺墓地文化の西部群の複数の地方文化を形成していく。
- 東部群はポーランド西南部および中部に重心がある。西部群から見るとベスキディ山脈（英語版）（Beskids）を北へ越えた向こう側となる。西部群との交易は盛んであり、そのため西部群と東部群の文化的一体性はあったが、西部群がそうしていたよりも北方や東方の諸文化との交流があったと考えられる。のちトシュチニェツ文化に移行し、これは西は東ドイツから東はドニエプル川中流域にまで広い範囲に及んでいる。ついで、トシュチニェツ文化のうちポーランドを中心とする西部地域は、骨壺墓地文化の東部群とみなされるルサチア文化（ラウジッツ文化）に移行していく。（トシュチニェツ文化の東部地域は北カルパチア墳墓文化とも呼ばれ、ベログルードフ文化を経て、南方ドニエストル川中流域の農耕文化であるコマロフ文化群の影響を受けながらチェルノレス文化へと移行していく。）

この文化は、パウル・ライネッケ（en:Paul Reinecke）の年代区分では青銅器時代A1とA2に相当する：
- A1：2300-1950 BC：三角ダガー、平斧、石製のリストガード（en:stone wrist-guards）、フリント製の鏃
- A2：1950-1700 BC：金属製の柄の付いたダガー、フランジ付き斧（フランジ斧）、ハルバード、球形の頭部に穿孔のある針類、堅固なブレスレット

これらの区分年代は主にジンゲン集団墓地（放射性炭素年代測定）、およびレウビンゲン墓地とヘルムスドルフ墓地（年輪年代測定）での調査による。
マリヤ・ギンブタスによると、この文化の墓地遺跡にはバルト海産の琥珀が高い割合で埋められているという。

## 研究の歴史
ウーニェチツェ文化の遺跡はチェニェク・リューズネル（Čeněk Rýzner）によって1870年代に発掘され始めた。1918年にはK. シュマヒェル（K. Schumacher）によってドイツのアドレルベルク群とシュトラウビンク群が明らかになった。

## 金属製品

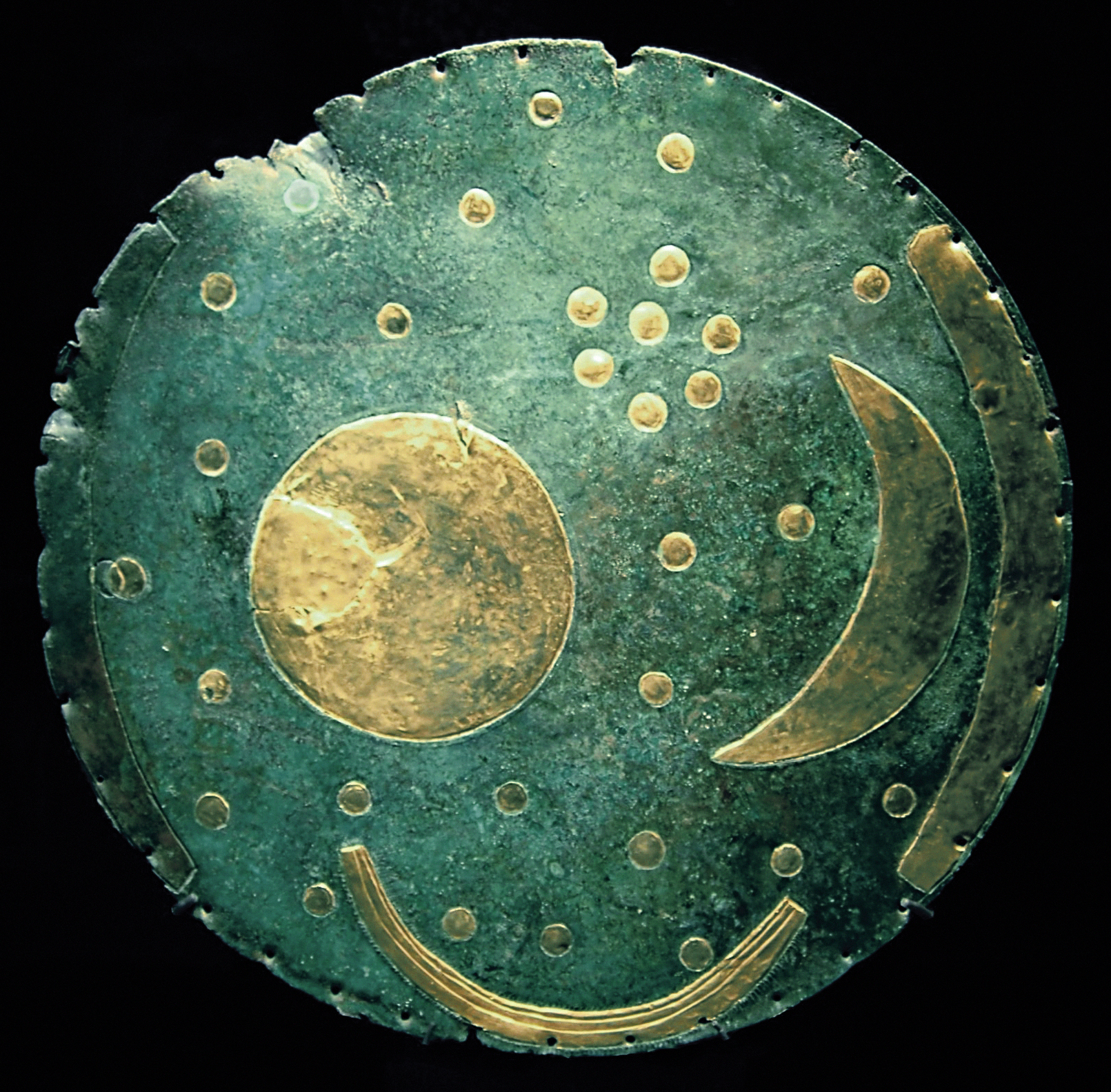
ネブラ・ディスク

この文化には、特徴的な様々な金属製品がある。たとえば鋳物のトルク、平斧、平たい三角ダガー、両端がらせん状のブレスレット、板状の頭部をもつ針類、ロックリング（en:lock ring）などがあり、これらの製品は中央ヨーロッパの広い範囲、およびその外へと流通していた。
大量に貯めこまれたインゴットが発掘されており、ときには600個ものインゴットが一度に見つかることがある。たくさんの斧を貯蔵していることも多く、ザクセン＝アンハルト州のディースカウでは293本ものフランジ斧が蓄えられていた。おそらくこれらの斧は道具としてのほかにインゴットとしても用いられていたと考えられる。インゴットを蓄える慣習はだいたい紀元前2000年より後の時代になると廃れていき、骨壺墓地文化の時代に再び行われるようになる。これらは旅回りの青銅鋳物師たち、あるいは襲撃を恐れて自らの富を隠していた富裕層が貯蔵していたものであると理解されている。現代でも、武器というものは敵の目につかない地下などに収納しておくものであり、また当時は斧というのは主要な武器であったのであるから、自然なことと思われる。装身具を貯めておく習慣はアドレルベルク群において顕著。
考古学上の証拠品から、ウーニェチツェ文化の金属工業は活発で創造的であったものの、どれも支配層のステイタスシンボルとしての武器や装飾品に関わるものばかりであり、後代になってよく見つかるようになる家庭や大がかりな軍事の場面で使う品々はあまりない。ドイツのホフハイムとタウヌスの間にあるアドレルベルク集団墓地では、矢で射られて死亡した男性の腕から石製の鏃が見つかっている。
有名なネブラ・ディスクは、ウーニェチツェ文化のものとされる。この文化に特徴的な銅製のダガーが、この円盤とともに複数発見されたことによる。

## 埋葬
おもに平らな墓所への土葬で、遺体は腕と脚を折り曲げ、横向きに寝ており、体の向きは南―北かあるいは北東―南西の方向になっている。男女が埋葬されている場合は、男性は左側、女性は右側に埋葬されている。
中空に彫られた木の幹が棺として使用されている地域がある。石のケアンが見つかることがあり、この習慣はプラハ郊外のウーニェチツェ（Únětice）を中心とした一帯で顕著。男性はしばしば銅製の三角ダガー、フリント製の鏃、石製のリストガード、素焼きの土器の杯と共に葬られている。女性のための副葬品としては、骨製あるいは銅製の針類、骨製の腕輪、両端がらせん状のブレスレット、および指輪がある。
ドイツでのこの文化での最大の集団墓地はジンゲン（Singen）にあり、96もの墓所が見つかっている。ネッカー群のレムセック・アルディンゲン集団墓地（Remseck-Aldingen graveyard）には34の墓所がある。
ポーランドのウェンキ・マウェ（Łęki Małe）やドイツの レウビンゲン（Leubingen）およびヘルムスドルフ（Helmsdorf）で見つかった14か所のクルガン墳墓は紀元前2000年から紀元前1800年にかけて作られたものであるが、これらは君主たちのものと思われ、すでにそこには階層化した社会構造が存在したことを示唆している。レウビンゲン墳墓のクルガンは現在でも8.5メートルもの高さがある。内部にはテントのような形をした木造の部屋が建てられており、2つの墓所と、金製の副葬品があった。

## 交易
ウーニェチツェ文化の交易相手の文化のなかには、ストーンヘンジで有名なイギリスの先史時代社会（Wessex culture）も含まれていた。ウーニェチツェ文化の鍛冶屋たちは純粋な銅を使っていた。ヒ素・アンチモン・錫の銅合金によって青銅を作るのはこれよりもあとの時代からである。例外もあり、たとえば先に挙げたジンゲンの集団墓地では、錫を9%混ぜた銅合金のダガーが何本か見つかっている。このダガーはおそらくブルターニュ半島で作られたものと見られる。なお、ブルターニュ半島でもその地方の富裕層の墓が数か所見つかっている。アイルランド産の錫は広く取引されていた。ドイツ・ヘッセン州のブツバッハ（Butzbach）では、リューニャラ（lunula）と呼ばれる三日月形ネックレスが見つかっているが、これは金製でアイルランド風の意匠となっている。琥珀も取引されていた。世界的な大産地であるバルト海南岸産の琥珀（バルチック・アンバー）のほか、他所の小規模な産地で採られた琥珀も取引されていたようである。
このように周辺各地との人的交流は盛んで、最近ではスウェーデンのスコーネ地方から来たと思われる男性の遺骨がポーランドのヴロツワフ市で見つかっている。この「スウェーデン人」男性は、滞在していたこの土地で地元の「ポーランド人」女性2人に同時に手を出したことが村人たちに発覚して捕えられ、女性たちと共に処刑されたものと推定される。

## 住居
いわゆる高床住居（pile dwellings、古代日本の高床倉庫などの高床建物と同じ構造）が見られることがある。フェーデルゼー湖（Federsee）のジードルング・フォルシュネル（Siedlung Forschner）遺跡が一例で、柱に用いられた丸太を年輪年代測定で調べると、紀元前1767年から紀元前1759年の時代であった。家々はそれぞれ、長さ8メートル、幅4メートル程度の長方形であった。バイエルン州のエヒンク、ポインク、シュトラウビンク・エーベラウなどといったドイツ南部地方では、2つの廊下をもつ長さ50メートル、幅5メートルの長屋が使われている。

## ウーニェチツェ文化の伝統
墓所では土器の杯が見つかる。特にこの傾向はアドレルベルク群で顕著で、ウーニェチツェ文化の特徴のひとつであると見られる。これらの杯には西方の鐘状ビーカー文化の影響が見られる。V字型の穿孔をもつ骨製のボタン、石製のリストガードや鏃も鐘状ビーカー文化とのかかわりを示している。
ウーニェチツェ文化の伝統は、この地方における複数の地方文化が連携して形成されていると考えられている。ウーニェチツェ文化は複合文化で、ドイツにはアドレルベルク群、シュトラウビンク群、ジンゲン群、ネッカー・ライス群、ライン川上流群、オーストリアにはウンターヴェールブリンク群、ハンガリーにはハトヴァン群とナジレーフ群、スロバキアのニトラ群とコスチーャニ群があり、そしてポーランドにはのちにトシュチニェツ文化として広く発展することになるトシュチニェツ群（ミェシャノヴィツェ文化）とドブレ群が形成されている。ウーニェチツェ文化に隣接するドイツ北部、オランダ、ポーランド北部ではこの当時まだ、後期新石器時代に中央ヨーロッパ北部でよく作られていた大型ビーカー（漏斗状ビーカー）を作る伝統が支配的であった。北欧のスカンディナヴィア地方でも、中央ヨーロッパでずっと昔に廃れた、典型的な縄目紋土器を作る伝統がまだ続いていた。ドイツでのウーニェチツェ文化のそれぞれの文化群は互いにある程度の距離を取って存在していたが、発掘物からこれらは互いに連絡があったことが分かっており、フランス南部のローヌ文化（Rhône-culture）の初期群が東方へ進出するとその影響を受けて西から少しずつ変化しており、こういったドイツ南部地域のウーニェチツェ文化の地方文化群は、オーストリアにおけるウーニェチツェ文化のウンターヴェールブリンク群と酷似している。

## 同時代の主な文化
単一の文化圏ではないが、この時代は西ヨーロッパから南ヨーロッパ西部にかけて、ケルト語派の社会の発展の最初期の段階と推測される鐘状ビーカーの水平分布時代が起こっていた。